# یوهان رافلسکی
یوهان رافلسکی (انگلیسی: Johann Rafelski؛ زاده ۱۹ مهٔ ۱۹۵۰) یک فیزیک‌دان در زمینه فیزیک نظری اهل ایالات متحده آمریکا-ایتالیا است.